# 台山县政府大楼
台山县政府大楼，位于中国广东省江门市台山市台城街道中山路三巷，1933年建成，为民国时期台山县政府所在地。台山县政府大楼为中国保存至今的民国时期县署建筑之一。2002年7月17日，公布为广东省第四批文物保护单位。现作为台山市人民政府办公地。
台山县政府大楼坐北面南，为欧式建筑风格，占地面积近7000平方米。大楼为钢筋混凝土结构，由主楼和钟楼两部分组成。主楼地上3层、半地下室1层；钟楼3层，总高25米。

## 历史
1929年，《台山物质建设计划书》提出了改建县公署的计划。1931年4月5日，在台山县署旧址动工；1933年落成启用。